# Ґран-па
«Ґран-па» — радянський художній фільм 1985 року, знятий режисером Валерієм Буніним на Творчому об'єднанні «Екран».

## Сюжет
Залишившись у блокадному Ленінграді, колишня балерина Єлизавета Тропініна згадує свій творчий шлях.

## У ролях
- Ніна Тимофєєва — Єлизавета Петрівна Тропініна
- Валерій Івченко — Луначарський
- Аристарх Ліванов — Михайло Михайлович, головний режисер театру
- Сергій Сазонтьєв — Іван Михайлович Філімонов, революціонер
- Людмила Полякова — Агаша, домробітниця
- Михайло Янушкевич — Козлов, адміністратор театру
- Наталія Богунова — Тетяна Леопольдівна Кам'янська, актриса
- Юрій Кузьменко — Степан, революційний солдат, приятель Філімонова
- Михайло Лавровський — епізод
- Микола Федоров — епізод
- Андріс Лієпа — епізод
- Сергій Громов — епізод
- Надя Тимофєєва — епізод
- Слава Федотов — епізод
- Ніна Агапова — Варвара Іполитівна, класна наставниця Тропініна
- В'ячеслав Гостинський — Пшебульський, затятий театрал
- Юрій Шиткін — епізод
- Марія Смоктуновська — актриса
- Роберт Лютер — епізод
- Геннадій Павлов — швейцар
- Вадим Борисов — артист хору
- Віктор Краславський — артист
- Володимир Марков — артист

## Знімальна група
- Сценарист і режисер-постановник — Валерій Бунін
- Оператори-постановники — Валентин Халтурін, Володимир Шевальов
- Композитор — Олександр Раскатов
- Художники-постановники — Валерій Левенталь, Наталія Виноградська